# Lodewijk Johannes Kleijn
Lodewijk Johannes Kleijn (Loosduinen, 14 augustus 1817 - Den Haag, 11 maart 1897) was een Nederlandse kunstschilder in olieverf, aquarel en lithografie. 

## Leven en werk
Kleijn werd in 1817 in Loosduinen geboren als zoon van de schoenmaker Pieter Klein en Wilhelmina van der Post. Hij was een leerling van Andreas Schelfhout. Zijn onderwerpen waren landschappen, vooral winter- en boslandschappen, diervoorstellingen, stads- en zeegezichten. Kleijn behoorde tot de Hollandse romantici. Klein schilderde vooral in Den Haag en omgeving. Rond 1840 verbleef en schilderde hij enige tijd in Kleef.
Werk van Kleijn bevindt zich onder andere in de collecties van het Rijksmuseum Amsterdam, het Kunstmuseum Den Haag en het Museum Rotterdam.
Kleijn trouwde op 20 mei 1846 in Den Haag met Kaatje van Dijk.

## Literatuur

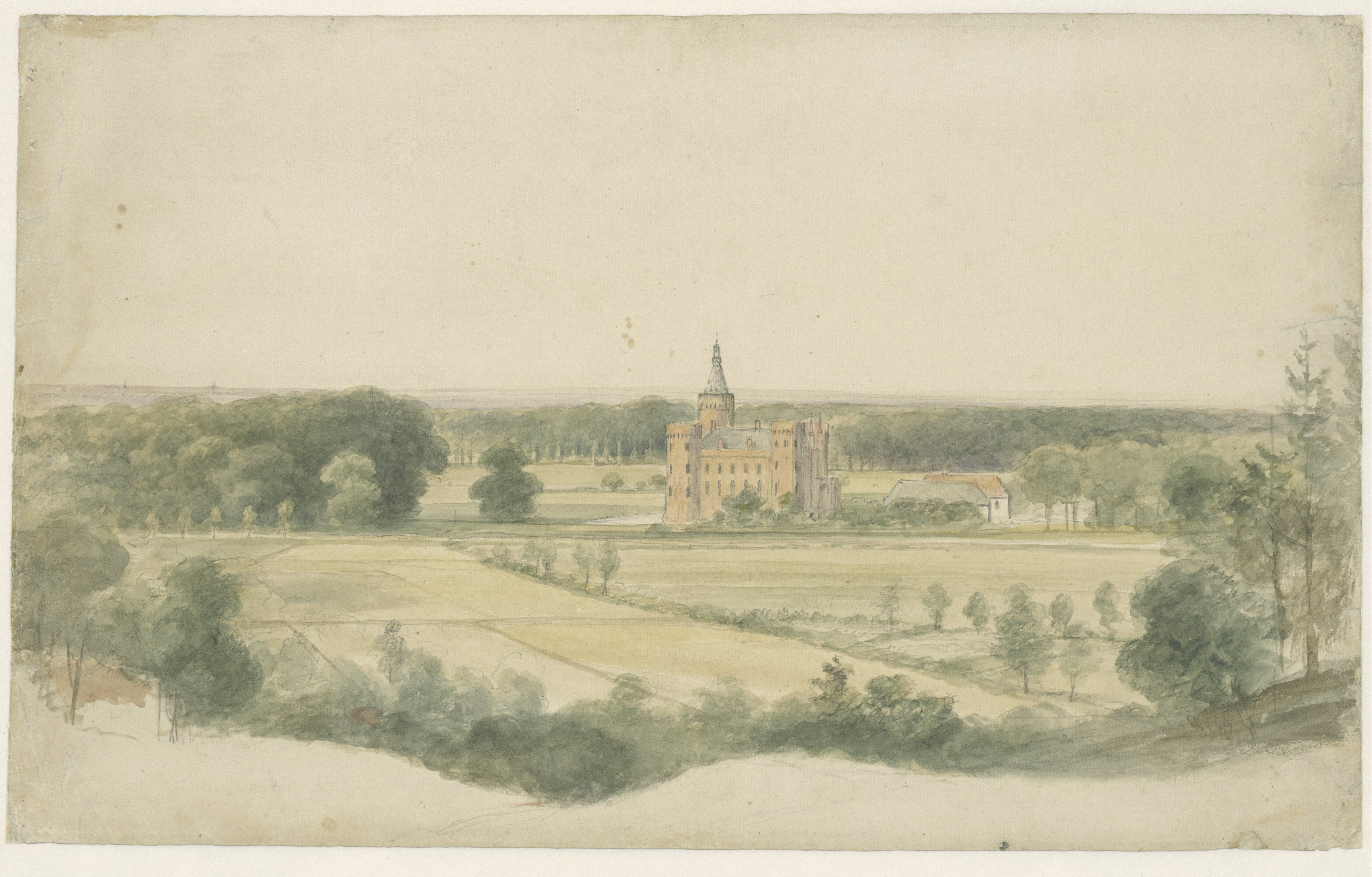
Kasteel Moyland bij Kleef (ca. 1840)
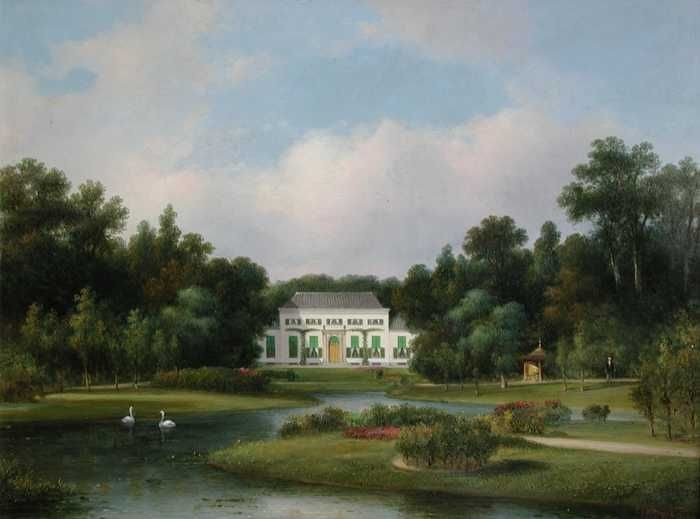
Gezicht op het buitenhuis De Heuvel (Rotterdam) (ca. 1850-1860)
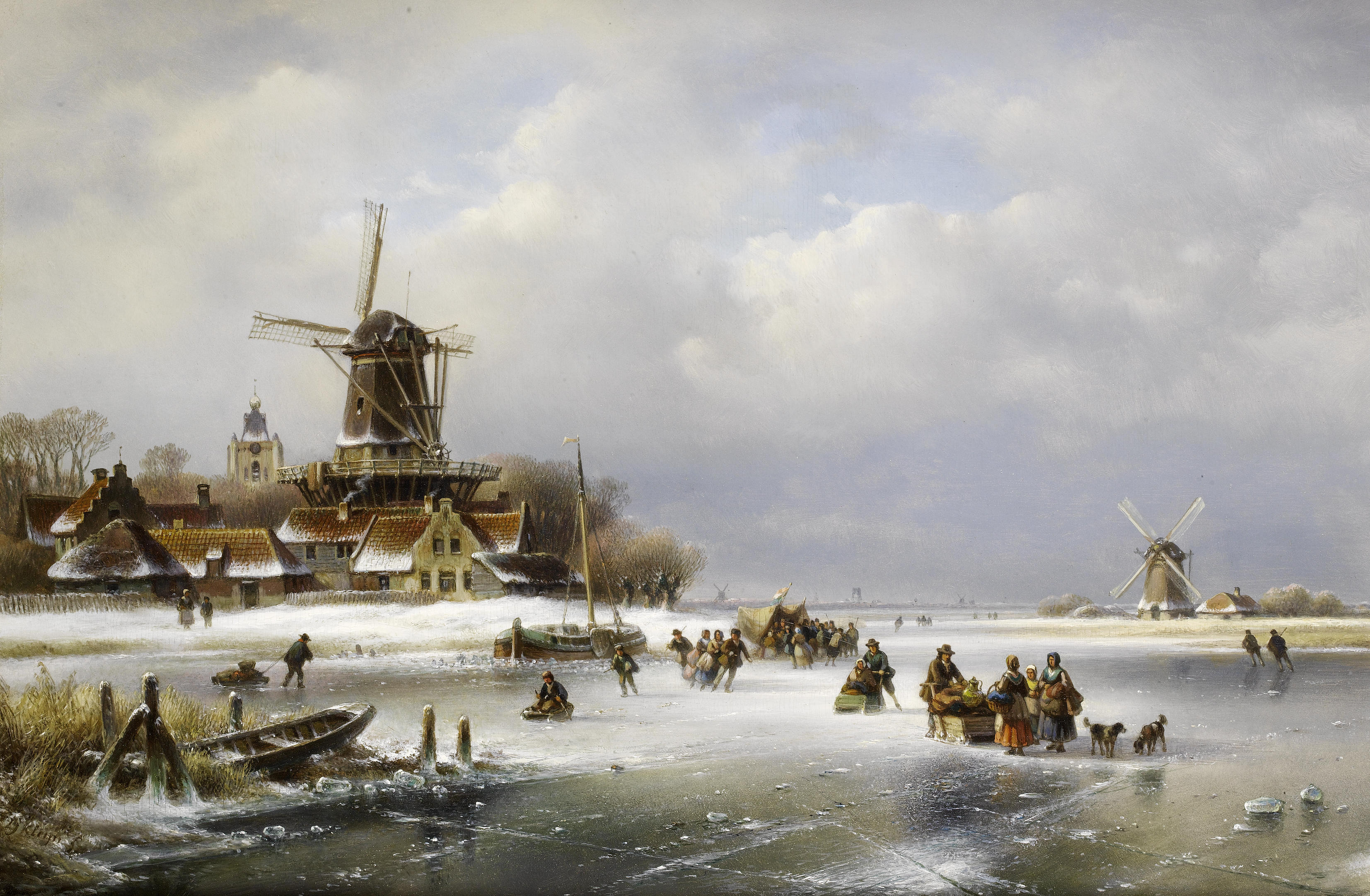
Winterlandschap